# Schley County
Schley County is een county in de Amerikaanse staat Georgia.
De county heeft een landoppervlakte van 434 km² en telt 3.766 inwoners (volkstelling 2000). De hoofdplaats is Ellaville.